# 上住谷崇
上住谷 崇（うえずみや たかし、9月24日 - ）は、日本の男性声優。広島県福山市出身。BLACK SHIP所属。

## 来歴
専門学校 東京声優・国際アカデミー卒業。
2024年9月1日、8月31日をもってプランダスを退所したことを自身のSNSで報告した。
2025年7月1日、BLACK SHIPへの移籍を事務所ホームページ及び事務所SNS、自身のSNSにて発表された。。

## 人物
方言は広島弁（備後弁）。外国語は中国語（普通語）。資格は普通自動車運転免許、中国語検定2級。
趣味はスポーツ観戦（野球・F1・ダンス・eスポーツなど）、怪談を聴くこと、観劇。特技は中国語、バレーボール、マッサージ。

## 出演
太字はメインキャラクター。

### テレビアニメ
- ALL OUT!!（2016年、眞子豊、筑波晃一、関東学園部員）
- 最遊記RELOAD BLAST（2017年、妖怪）
- 俺が好きなのは妹だけど妹じゃない（2018年、御手洗大源）
- ブラッククローバー（2020年、デビル・ビリーバー）
- シャドーハウス（2022年、ヘンリー）
- チェンソーマン（2022年、子分）
- ブルバスター（2023年、青年団員）

### ゲーム
- 破軍・三國志（2018年、審配）

### 吹き替え

#### 映画
2013年
- ダブル・トリガー

2015年
- アースフォール 地球壊滅
- グリード FROM THE DEEP（兄貴）
- ゲット・サンタ! 聖なる夜の脱獄大作戦
- 孤独の暗殺者 スナイパー（アルマン）
- シャークネード エクストリーム・ミッション（リック）
- プラスティック（シャハ）
- リベリオン ワルシャワ大攻防戦（コブラ弟）

2016年
- 鬼はさまよう（ナム刑事）
- 砂上の法廷（マイク・ラシター〈ガブリエル・バッソ〉）
- ザ・ファントム（アシスタント）
- ザ・リディーマー（ネオナチ1）
- ディープ・インフェルノ（トレヴァー）
- ナインイレヴン 運命を分けた日（フランキー）
- パンデミック・フライト（ラリー）
- MYTHICA ミシカ 聖なる決戦（デーゴン）
- MYTHICA ミシカ 帝王の逆襲
- MYTHICA ミシカ ファイナル・ウォーズ

2017年
- 男と女（ホ室長）
- 特別捜査 ある死刑囚の衝突（キル上士）
- ブラッド・ファーザー（シャーロック）
- リベンジ・リスト（ネイサン）

2018年
- アウトサイダー（セミヨン）
- ヴェンジェンス（キース）
- オール・アイズ・オン・ミー（スヌープ・ドッグ）
- おとなの恋の測り方
- 怪物はささやく（グラーク）
- THAT/ザット（ダン〈ブランドン・スー・フー〉）
- ジュラシック・ワールド/炎の王国 ※劇場公開版
- 人生はシネマティック!（アレックス）
- ZOMBEE 最凶ゾンビ蜂 襲来（タブス）
- ハイドリヒを撃て!「ナチの野獣」暗殺作戦（エドゥアルト、ハルビー、チャルプスキー）
- ビリー・リンの永遠の一日（サイクス）
- フォロイング（ゴゴ〈マイケル・ニュー〉）

2019年
- ウォンテッド ※BSテレ東版
- ゴジラ キング・オブ・モンスターズ
- ダウンサイズ（ジェフ・ロノウスキー〈ニール・パトリック・ハリス〉）
- ファウンダー ハンバーガー帝国のヒミツ（フレッド・ターナー）※BSテレ東版

2020年
- アンチグラビティ（ヴィクトル〈ミロシュ・ビコヴィッチ〉）

2021年
- 007/ノー・タイム・トゥ・ダイ（ラボの男3）
- ハード・キル（パードナー〈セルヒオ・リズート〉）

2022年
- 悪人伝（チョン・テソク〈キム・ムヨル〉）
- アンチャーテッド（警備員6）
- ジェイソン・ボーン（ハブ2）※BSテレ東版
- スクリーム (2022)（ウェス・ヒックス〈ディラン・ミネット〉）
- ラストナイト・イン・ソーホー（ジェームズ）
- ラバランチュラ 全員出動!（イーライ）
- ランボー ラスト・ブラッド（隊長2）※BSテレ東版

2024年
- オッペンハイマー（ロバート・サーバー〈マイケル・アンガラノ〉）

#### ドラマ
- 今、私たちの学校は…（ヨンファン）
- エレメンタリー7 ホームズ&ワトソン in NY ザ・ファイナル
- Empire 成功の代償
- 9-1-1: LA救命最前線 シーズン2（エディ・デイアズ〈ライアン・グスマン〉）
- 9-1-1: Lone Star シーズン2 #3（エディ・デイアズ〈ライアン・グスマン〉）
- グレイス&フランキー シーズン3 - 5（ポール）
- CSI:サイバー2
- スキャンダル 託された秘密（ダンジク）
- ストライクバック4:ラストミッション
- Bitten -わたしを愛した狼- シーズン3（バブロ）
- フィアー・ザ・ウォーキング・デッド シーズン2（オスカー）
- BULL / ブル 法廷を操る男（ゲイブ）
- WHAI/If 選択の連鎖（マルコス・ルイス）
- ホワイト・ラビット・プロジェクト
- My Dangerous Wife/僕のヤバイ妻（ドウ）
- マヌケティアーズ パリの四銃士
- 見えない訪問者 ザ・ウィスバース（ローゼン医師）
- ロスト・ガール（クライヴ）

#### ドキュメンタリー
- Formula 1: 栄光のグランプリ（エステバン・オコン、ほか）

#### アニメ
- アダムス・ファミリー
- アドベンチャー・タイム（ウルフプルート）
- アバター 伝説の少年アン（ヒデ）
- ガーディアンズ・オブ・ギャラクシー（ジェシー）
- キャッチ!ティニピン（オコピン）
- サッカー水滸伝〜決戦!宋江vs高俅 炎の神州カップ編〜（解珍[15]）
- トランスフォーマー/ONE[16]
- 2分の1の魔法（勇者[17]）
- マイリトルポニー〜トモダチは魔法〜（ディスコード）
- 烈火澆愁

### ドラマ
- 不能犯（声の出演）

### 舞台
- ネクシードタレント事業部10周年記念公演「運河 せせらぐ運命の河」